# Tokugawa Ieyoshi

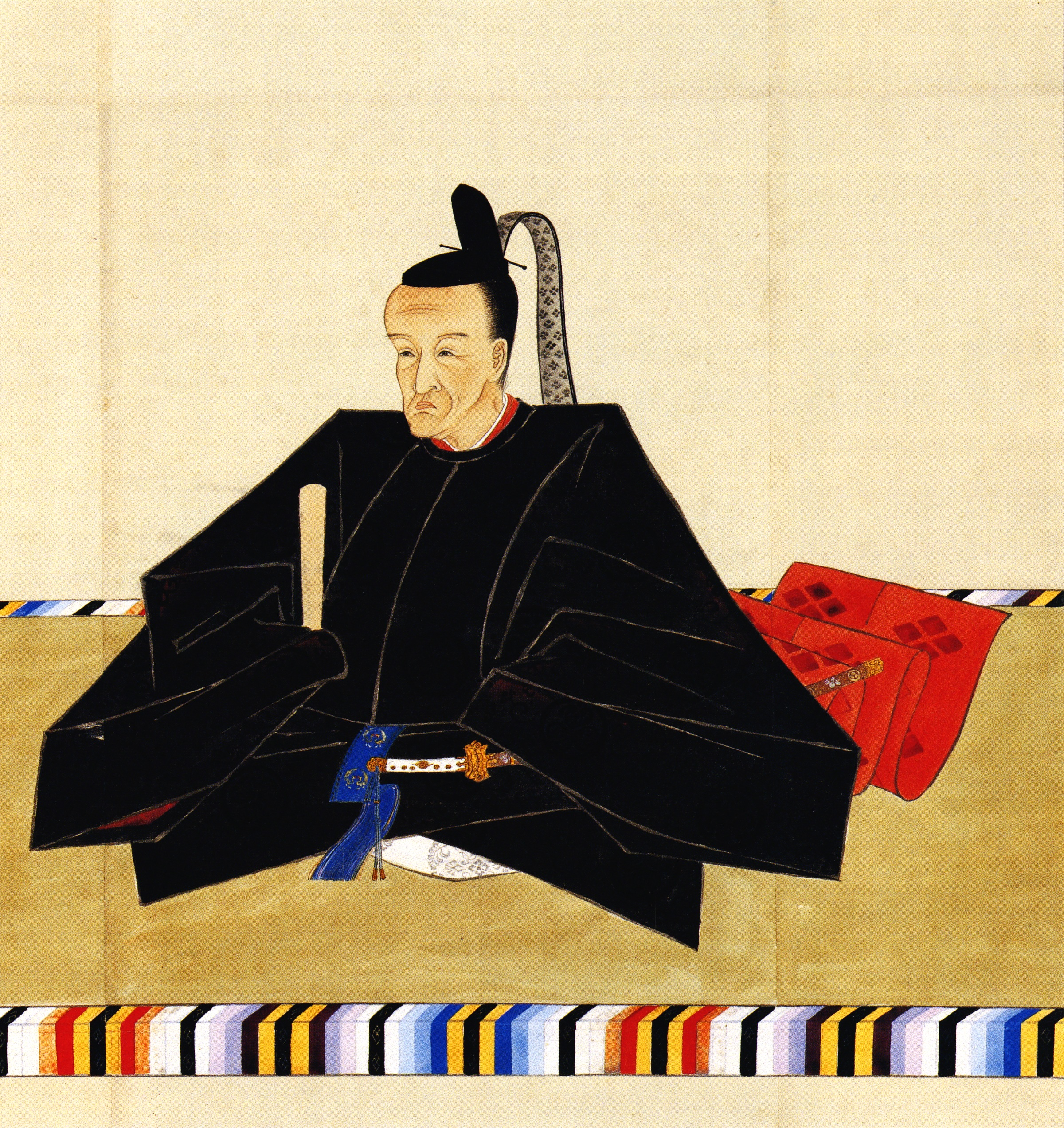
Tokugawa Ieyoshi

Tokugawa Ieyoshi (jap. 徳川 家慶; * 22. Juni 1793; † 27. Juli 1853) war ab 1837 bis zu seinem Tode der zwölfte Shōgun der japanischen Tokugawa-Dynastie.
Er war der zweitälteste Sohn des elften Tokugawa-Shōguns Tokugawa Ienari. Während seiner Regentschaft wurde Mizuno Tadakuni mit der Implementierung der Tempō-Reformen beauftragt.
In das Ende der Herrschaft Ieyoshis fiel die Ankunft der Flotte von Matthew Perry in der Bucht von Edo (heute Tokio). Diese Schwarzen Schiffe sollten die Öffnung Japans gegenüber dem Westen erzwingen, was mit dem Abschluss der Konvention von Kanagawa unter Ieyoshis Nachfolger, seinem Bruder Tokugawa Iesada, auch gelang. 